# Аттильяно
Аттильяно (итал. Attigliano) — город в Италии, расположен в регионе Умбрия, подчинён административному центру Терни (провинция).
Население составляет 1695 человек, плотность населения составляет 170 чел./км². Почтовый индекс — 5012. Телефонный код — 00744.
Покровителем города почитается святой мученик Лаврентий. Праздник города ежегодно празднуется 10 августа.